# Constitución de Míchigan

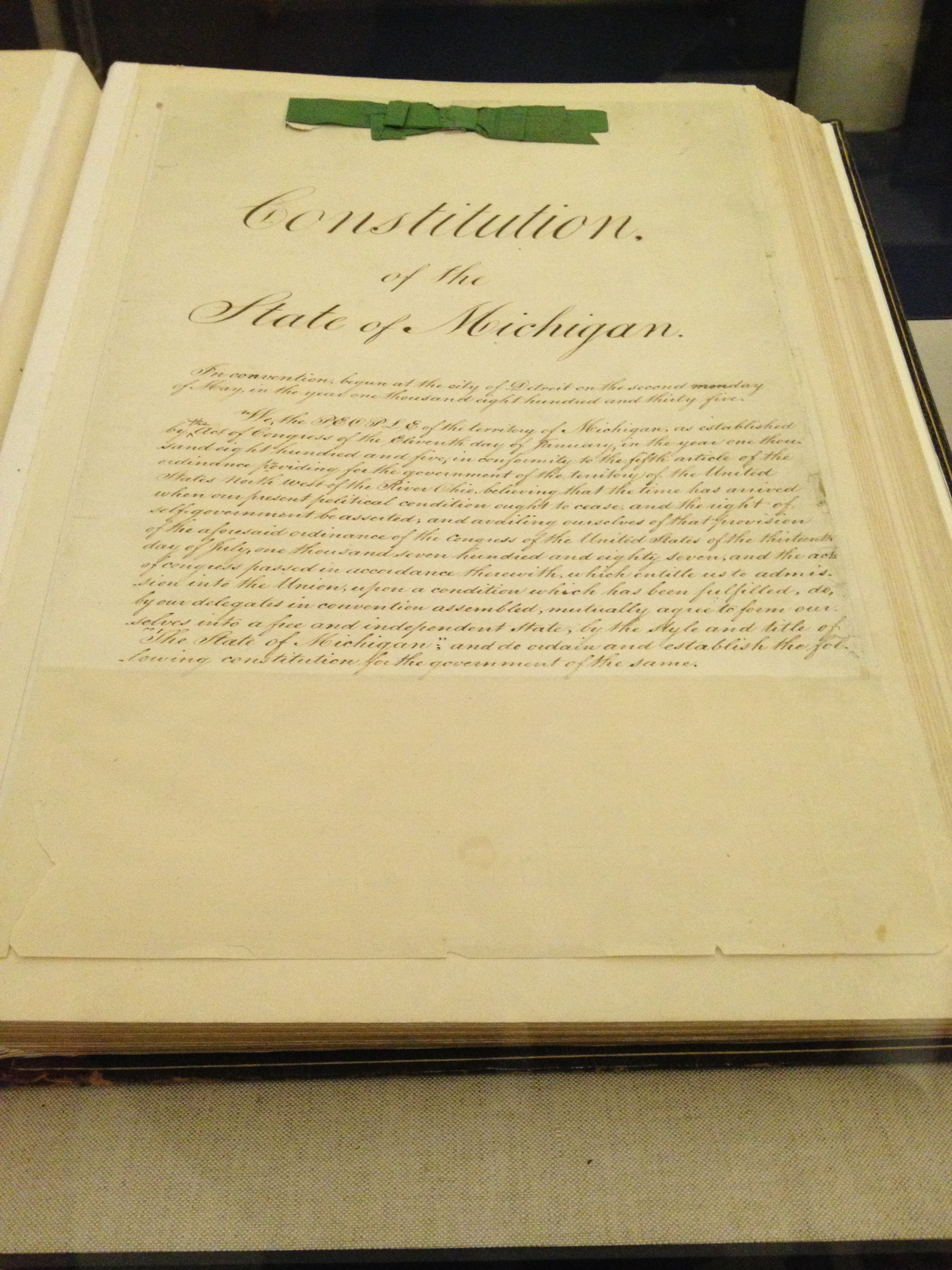
Imagen de la Constitución de Míchigan.

La Constitución de Míchigan (en inglés: Constitution of the State of Michigan) es el documento que regula el estado estadounidense de Míchigan. Describe la estructura y las funciones del gobierno del estado.
Hubo cuatro constituciones aprobadas por la población de Míchigan.
- La primera fue en 1835, redactada cuando Míchigan se disponía a convertirse en un estado de la Unión, lo que ocurrió en 1837. Esta primera constitución fue adoptada en una elección celebrada entre los días 5 y 6 de octubre de 1835, por 6.752 votos a favor y 1.374 en contra.

- La constitución de 1850 fue presentada a su elección el 5 de noviembre, y adoptada por 36.169 contra 9.433 votos.

- El 22 de octubre de 1907 la convención constitucional de Lansing completó la revisión de la constitución el 3 de marzo de 1908, y el 3 de noviembre del mismo año fue adoptada por 244.705 votos frente a 130.783.

- La actual constitución fue aprobada por los votantes el 1 de abril de 1963. El recuento estableció 810.860 votos a favor y 803.436 votos en contra. La fecha efectiva de la constitución de 1963 fue el 1 de enero de 1964.